# Хојнички рејон
Хојнички рејон (блр. Хойніцкі раён; рус. Хойникский район) административна је јединица другог нивоа на крајњем југу Гомељске области у Републици Белорусији.
Административни центар рејона је град Хојники.

## Географија
Хојнички рејон обухвата територију површине 2.027,74 км² и на 8. је месту по површини у Гомељској области. Граничи се са Калинкавичким рејоном на северозападу, Речичким на североистоку, на истоку је Брагински, на југоистоку су Наровљански и Мазирски рејон. На југу је међународна граница са Украјином.
Рељеф је низијски и доста замочварен, а главни водотоци су река Припјат са својим притокама Виц и Турија.
Цео југозападни и јужни део рејона налази се у границама заштићеног подручја Полеске радиоактивне зоне и готово у целости је ненастањен (насталог као последица Чернобиљске катастрофе 1986).

## Историја
Рејон је основан 8. децембра 1926. године. Насеље Хојники је административно уређено као град од 10. октобра 1967. године.
Хојнички рејон је загађен огромним количинама радиоактивности као последицама Чернобиљске нуклеарне хаварије 1986. године. У наредних 20 година после хаварије преко 20 хиљада људи је расељено из погођених области, а чак 49 насељених места је напуштено. Око 88.000 ha обрадивог земљишта је контаминирано и напуштено.

## Демографија
Према резултатима пописа из 2009. на том подручју стално је било насељено 22.412 становника или у просеку 11,04 ст/км². Пре Чернобиљске хаварије 1986. на територији рејона живело је око 46.000 становника.
Основу популације чине Белоруси (92,28%), Руси (5,23%), Украјинци (1,49%) и остали (1%).
У административном смислу рејон је подељен на подручје града Хојники, који је уједно и административни центар рејона и на 6 сеоских општина. На целој територији рејона постоји укупно 50 насељених места.